# 舍姆贝格
舍姆贝格（德語：Schömberg，發音：[ˈʃøːmˌbɛʁk] ⓘ）是德国巴登-符腾堡州卡尔夫县的市镇，面积37.21平方千米，2023年12月31日人口为8,094人。